# 皮蒂尼
皮蒂尼（法語：Puttigny，法語發音：[pytiɲi]）是法国摩泽尔省的一个市镇，属于萨尔堡-萨兰堡区。

## 地理
皮蒂尼（48°51'9"N, 6°33'5"E）面积7.47 平方千米，位于法国大東部大區摩泽尔省，该省份为法国东北部内陆省份，是洛林的一部分，西南接默尔特-摩泽尔省，东临下莱茵省，北与卢森堡和德国接壤。
与皮蒂尼接壤的市镇（或旧市镇、城区）包括：比利永库尔、萨兰堡、热贝库尔、昂蓬、吕贝库尔、莫维尔莱维克、瓦讷库尔、瓦克西。

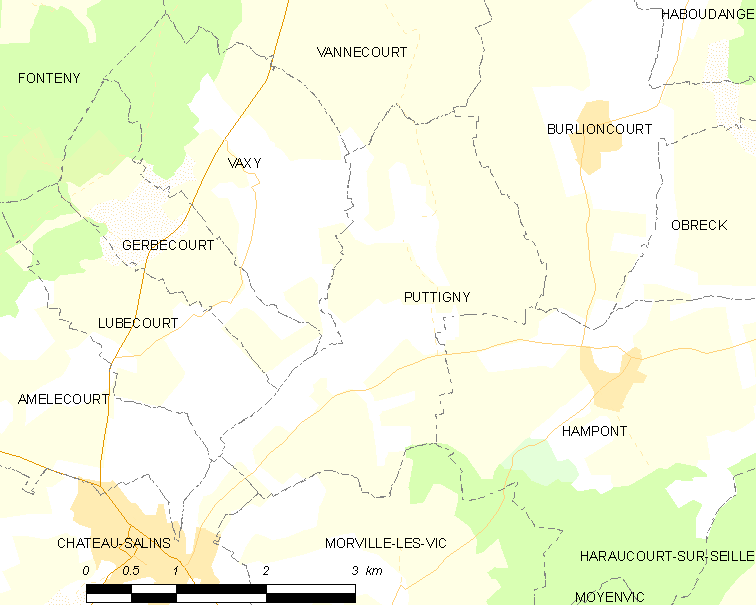
皮蒂尼的OSM定位图

皮蒂尼的时区为UTC+01:00、UTC+02:00（夏令时）。

## 行政
皮蒂尼的邮政编码为57170，INSEE市镇编码为57558。

## 政治
皮蒂尼所属的省级选区为索努瓦县。

## 人口

1962-2008年间皮蒂尼人口变化图示

皮蒂尼于2022年1月1日时的人口数量为74人。